# Phlegra nitidiventris
Phlegra nitidiventris là một loài nhện trong họ Salticidae.
Loài này thuộc chi Phlegra. Phlegra nitidiventris được Hippolyte Lucas miêu tả năm 1846.